# Padborg
Padborg – miasto w Danii, w regionie Dania Południowa, w gminie Aabenraa.
W mieście jest stacja kolejowa Padborg.